# Serra Llarga (Vimbodí i Poblet)
La Serra Llarga és una serra situada al municipi de Vimbodí i Poblet a la comarca de la Conca de Barberà, amb una elevació màxima de 1.137 metres. Es troba dintre del Parc Natural del Bosc de Poblet.